# Андраш Тот
Андраш Тот (мађ. Tóth András; Будимпешта, 5. септембар 1949) је бивши мађарски фудбалер који је играо на Светском првенству у фудбалу 1978. године. На клупском нивоу играо је за Ујпест Дожу, МТК-ВМ и белгијски клуб Лиерс. На међународном нивоу, одиграо је 17 утакмица и постигао један гол за репрезентацију Мађарске. 

## Каријера

### Клуб
Са 16 година постао је играч Ујпешт Доже. У сениорском тиму дебитовао је 1968. на међународној утакмици. Од следеће године постао је стандардни члан ујпештовог сениорског тима. Своје прво првенство Мађарске освојио је 1969. са Дожом, које је освојио седам пута узастопно до 1975. године. Три пута је освојио и Куп Народне Републике Мађарске (1969, 1970, 1975). 1981. године, са 32 године, две године је играо професионално у белгијском тиму Лиерс. Вративши се у Мађарску да би још две године играо у вишој лиги, а затим је активну фудбалску каријеру завршио у нижеразредном тиму Геди.

### Репрезентација
За репрезентацију Мађарске је наступио 17 пута између 1973. и 1979. године и постигао је 1 гол. Био је члан тима који је учествовао на Светском првенству у Аргентини 1978. године, играо је и на утакмици против Италије, а постигао је почасни гол Мађарске из једанаестерцаМађарска и Италија СП 1978.

## Достигнућа
Ујпешт Дожа
- Прва лига Мађарске у фудбалу: 
  - шампион:1969, 1970, 1970/71, 1971/72, 1972/73, 1973/74, 1974/75, 1977/78, 1978/79
- Куп Мађарске у фудбалу:
  - првак: 1969, 1970, 1974/75.